# Fideicomiso de Infraestructura y Bienes Raíces

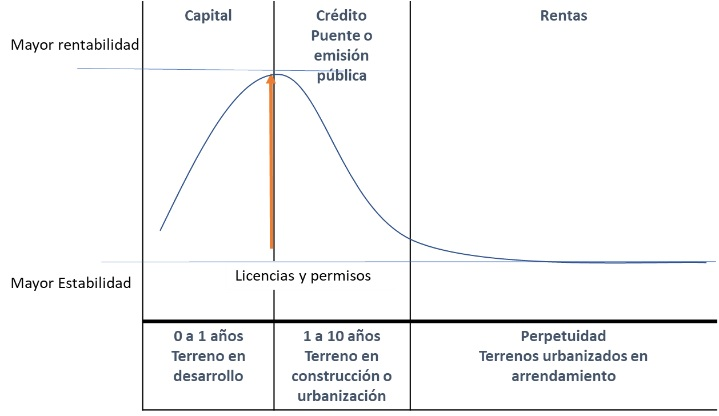
Etapas de un Desarrollo Inmobiliario: 1. Capital, 2. Crédito Puente y 3. Rentas, inmueble con flujos estables.

Un Fideicomiso de Inversión en Bienes Raíces o Fideicomiso de Bienes Raíces, más conocido por su acrónimo FIBRA, es un fideicomisos que se emplea para fomentar la inversión en bienes raíces al colocar Certificados Bursátiles Fiduciarios Inmobiliarios (CBFIs) en una bolsa de valores reconocida en México, como lo es Bolsa Mexicana de Valores o la Bolsa Institucional de Valores.

## Definición
Fideicomisos que conforme a los artículos 187 y 188 de la Ley del Impuesto Sobre la Renta de México tienen como fin la adquisición o construcción de bienes inmuebles que se destinen al arrendamiento o a la adquisición del derecho a percibir ingresos provenientes del arrendamiento de dichos bienes, así como a otorgar financiamiento para esos fines.

## Objetivo
Su objetivo es fomentar y estimular el desarrollo del mercado inmobiliario en México ofreciendo diversificación de inversión en una cartera de inmuebles minimizando riesgos,  e integrar a pequeños,  medianos y grandes inversionistas, extranjeros, nacionales, particulares e institucionales en inversiones y proyectos de gran escala.

## Tipos de FIBRA
Para TMSourcing los Desarrollos Inmobiliario tienen tres etapas:
| Fase            | Descripción | Plusvalía                                                   | Utilidades derivadas de rentas                              |
| Desarrolladores | Los desarrolladores eligen terreno, realizan mejoras con su capital y realizan el proyecto hasta el momento en el que las Instituciones Financieras se sienten cómodas compartiendo el riesgo que los socios tomaron. | Alta                                                        | Baja                                                        |
| Crédito Puente  | Generalmente una vez que se tienen las licencias y permisos, las Instituciones Financieras toman, al dar un crédito parte del riesgo de los socios.                                                                   | Media, ya que se comparte con las Instituciones Financieras | Media, ya que se comparte con las Instituciones Financieras |
| Rentas          | Los inmuebles ya estabilizados son rentados y se obtiene un rendimiento | Baja                                                        | Alta                                                        |

Por su tipo de negocios hay dos tipos de FIBRAS:
A) De Desarrollo, tienen como fin la adquisición en una etapa temprana o construcción de bienes inmuebles que se destinen al arrendamiento.
B) De Flujos o Rentas, tienen como fin la adquisición en una etapa madura o estable en flujos bienes inmuebles que se destinen al arrendamiento.

## Partes
Las partes involucradas son:
- Fideicomitente, aporta los inmuebles al fideicomiso.
- Fideicomisario o beneficiario del fideicomiso, son los tenedores de los CBFI, es decir el gran público inversionista.
- Fiduciario, es la institución de crédito que tiene encargo de los inmuebles, la responsabilidad de vigilar el cobro de las rentas y el pago de los flujos generados.
- Comité Técnico es un grupo de personas que representan a los fideicomitentes y toma las decisiones sobre la administración del patrimonio del fideicomiso.
- Administrador del Fideicomiso, es responsable de recolectar las rentas, el mantenimiento de los inmuebles, etc.
- Agente estructurador es la institución que lleva a cabo la estructura legal y financiera del fideicomiso.
- Intermediario colocador es la institución que realiza la venta inicial o colocación de los certificados en el mercado de valores.
- Representante común es la institución que representa a los tenedores de los certificados y distribuye los rendimientos a cada tenedor.

## Inversionistas
Para TMSourcing las FIBRAS pueden tener los siguientes inversionistas:
| Segmento                        | Tipo de FIBRA           | Interes                                          |
| Estudiante                      | Renta                   | Ahorro                                           |
| El Ejecutivo Joven              | Renta                   | Pago de estudios                                 |
| Inversionistas Extranjeros      | Renta / Desarrolladores | Inversión, protección y eficiencia fiscal        |
| Con Actitud al Riesgo           | Desarrolladores         | Inversión, y eficiencia fiscal                   |
| Extranjeros Retirados           | Renta                   | Un mercado en crecimiento                        |
| El Rentista Maduro              | Renta                   | Inversión, protección y eficiencia fiscal        |
| El Inversionista para el retiro | Renta                   | Inversión, protección y eficiencia fiscal        |
| Nuestra Tía Abuela              | Renta                   | Se convencen con los nietos o hijos              |
| Ejecutivos                      | Renta                   | Debe tener la confianza de la familia y el dueño |
| Institucionales largo plazo     | Renta / Desarrolladores | Inversión, protección y eficiencia fiscal        |
| Tesorerías PYME                 | Renta                   | Inversión, y protección                          |
| Reservas PYME                   | Renta                   | Inversión, y protección                          |
| Desarrolladores                 | Desarrolladores         | Inversión, y eficiencia fiscal                   |

## Regulación
La figura del fideicomiso está regulada en el Título Segundo, De las Operaciones de Crédito, capítulo V, sección primera, Del Fideicomiso, de la Ley General de Títulos y Operaciones de Crédito (LGTOC), y debido a que las FIBRAS cuentan con estímulos fiscales se encuentran reguladas por la Ley del Impuesto Sobre la Renta (art. 187 y 188).
Los Certificados Bursátiles Fiduciarios Inmobiliarios otorgan al tenedor el derecho de recibir por cada certificado una parte proporcional de los rendimientos generados por el arrendamiento y compra venta de los inmuebles que forman el patrimonio del fideicomiso también otorgan la posibilidad de obtener ganancias por la apreciación de los inmuebles.

## Diferencia entre FIBRAS y CKDES
Para TMSourcing la diferencia entre estas dos figuras es:
|                                                    | CKDES                                           | FIBRAS                                                                           |
| Objetivo                                           | Desarrollar Proyectos                           | Adquisición o Construcción de bienes inmuebles, que se destinen al arrendamiento |
| Plazo                                              | Definido                                        | Indefinido                                                                       |
| Garantías                                          | Según proyecto                                  | Sin garantía, similar a acciones                                                 |
| Tipo de valores emitidos                           | Capital, certificado bursátil amortizable       | Capital, certificado bursátil no amortizable                                     |
| Mercado Secundario                                 | Mercado reconocido en México                    | Similar a acciones                                                               |
| Subordinación de Los Tenedores                     | Generalmente tiene preferencia los originadores | Similar a acciones                                                               |
| Calificación                                       | No                                              | No                                                                               |
| Gobierno Corporativo                               | Si                                              | Si                                                                               |
| Eficiencia Fiscal aportación de Inmuebles          | No                                              | Si conforme al 187 y 188 LISR                                                    |
| Eficiencia Fiscal en la compraventa de los valores | No                                              | Si conforme al 187 y 188 LISR                                                    |
| Distribución de ingresos del vehículo              | Contingentes a los proyectos subyacentes        | Distribuciones variables equivalentes al menos al 95% del resultado fiscal neto  |
| Tipo de Inversión                                  | Deuda o capital de Proyectos                    | Por menos 70% en Inmuebles                                                       |
| Tipo de Inversionistas                             | Super calificado                                | Gran Público Inversionista, mexicano y extranjero                                |

## Asociaciones Relacionadas
- AMEFIBRA, Asociación Mexicana de FIBRAS Inmobiliarias
- AMIB, Asociación Mexicana de Instituciones Bursátiles, A.C.

## Ejemplos de FIBRAS
- FIBRA UNO (FUNO) —Primer FIBRA colocado en la BMV
- FIBRA MTY (FMTY)
- FIBRA DANHOS (DANHOS)
- FIBRA MacQuarie (FIBRAMQ)
- FIBRA HD (FIBRAHD)
- FIBRA Plus (FPLUS)
- FIBRA Terrafina (TERRA)
- FIBRA Prologis (FIBRAPL)
- FIBRA CFE (FCFE)
- FIBRA INN (FINN)
- FIBRA Hotel (FIHO)
- FIBRA Shop (FSHOP)
- Entre otras.